# STS-53
STS-53 foi uma missão do ônibus espacial Discovery, a serviço do Departamento de Defesa dos Estados Unidos, que colocou em órbita um satélite com o nome código classificado de DoD-1.

## Tripulação
| Posição                  | Astronauta       |
| ------------------------ | ---------------- |
| Comandante               | David Walker     |
| Piloto                   | Robert Cabana    |
| Especialista de missão 1 | Guion Bluford    |
| Especialista de missão 2 | James Voss       |
| Especialista de missão 3 | Michael Clifford |

## Hora de acordar
Somente uma música foi ouvida:
- 2° Dia: Jingle Bells (música de Natal.)

## Principais fatos
A missão incluía uma carga primária classificada do Departamento de Defesa dos Estados Unidos (possivelmente uma unidade do Sistema de Satélites de Dados), mais duas cargas secundárias não classificadas e nove experimentos no compartimento mediano.
As cargas secundárias contidas ou encaixadas nas embalagens Getaway Special (GAS), no compartimento de carga, incluíam as Esferas de Calibração do Radar de Escombros Orbitais (ODERACS) e os experimentos combinados Shuttle Glow Experiment/Cryogenic Heat Pipe Experiment (GCP).
Os experimentos no compartimento mediano incluíam:
- Microcápsulas no Espaço (MIS-l)
- Perda de Tecidos no Espaço (STL)
- Visual Function Tester (VFT-2)
- Monitor de Ativação e Efeitos da Radiação (CREAM)
- Experimentos sobre a Monitoração de Radiação (RME-III)
- Experimento do Reabastecimento e Aquisição de Fluídos (FARE)
- Sistema de Localização de Alvos e Ambiente Amigável, Cooperativo, em Tempo Real, Orientado pela Terra e Portátil (HERCULES)
- Battlefield Laser Acquisition Sensor Test (BLAST)
- Cloud Logic to Optimize Use of Defense Systems (CLOUDS).